# NPD-Verbotsverfahren (2001–2003)

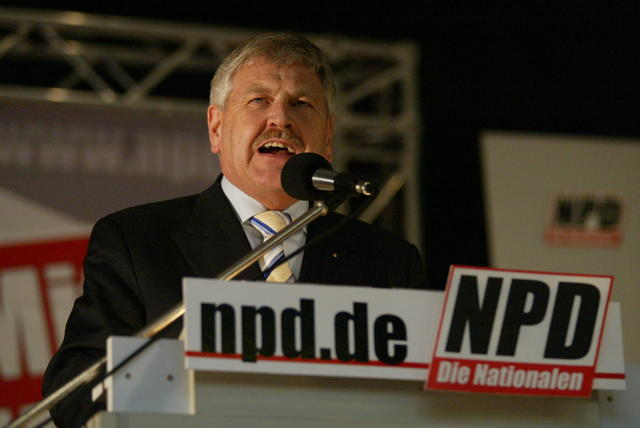
Der damalige NPD-Vorsitzende, Udo Voigt

Am 30. Januar 2001 wurde von der Bundesregierung unter Bundeskanzler Gerhard Schröder ein Antrag beim Bundesverfassungsgericht (BVerfG) mit dem Ziel eingereicht, die Verfassungswidrigkeit der Nationaldemokratischen Partei Deutschlands (NPD) feststellen zu lassen und damit ein Verbot dieser Partei zu erreichen. Am 30. März 2001 folgten Bundestag und Bundesrat mit eigenen Verbotsanträgen.
Die Verfahren wurden vom Bundesverfassungsgericht am 18. März 2003 aus Verfahrensgründen eingestellt, weil V-Leute des Verfassungsschutzes auch in der Führungsebene der Partei tätig waren. Die Frage, ob es sich bei der NPD um eine verfassungswidrige Partei handelt, wurde nicht geprüft.

## Initiative
Das Verbotsverfahren ging maßgeblich auf eine Initiative des bayerischen Innenministers Günther Beckstein zurück, der die Bundesregierung im August 2000 aufforderte, ein Verbot der NPD zu erwirken. Eine Reihe von Anschlägen mit teils erwiesenem, teils vermutetem fremdenfeindlichen Hintergrund verlieh dieser Initiative die entscheidende Dynamik. Eine besondere Rolle spielte dabei der Sprengstoffanschlag vom 27. Juli 2000 auf eine Gruppe jüdischer Immigranten aus Russland. Obgleich die Tat ungeklärt blieb, schloss man auf fremdenfeindliche Motive. In allen Parteien, außer der FDP, die ein Scheitern des Antrages befürchtete, wurde der Ruf nach einem NPD-Verbot laut.

## Begründung der Verbotsanträge
Die Verbotsanträge wurden von allen drei antragsberechtigten Organen (Bundestag, Bundesregierung und Bundesrat) umfangreich begründet. Eine detaillierte Analyse dieser Gründe ließ von Anbeginn Zweifel am Sinn dieses Verbotsverfahrens aufkommen: Das Beweismaterial, das gegen die NPD und ihre Funktionäre vorgebracht wurde, erschöpfte sich weitgehend auf den Vorwurf verfassungsfeindlicher Propaganda (vor allem Volksverhetzung). Schwere Straftaten, insbesondere Gewaltanwendung oder deren Vorbereitung, konnten der Partei nur in wenigen Fällen konkret zugerechnet werden.

## V-Mann-Skandal
Das Verbotsverfahren wurde zum Skandal, als der Verdacht aufkam, dass der nordrhein-westfälische Landesverband der NPD durch V-Personen des Verfassungsschutzes gesteuert wurde. Der Landesvorsitzende Udo Holtmann und sein Stellvertreter Wolfgang Frenz wurden als V-Personen des Verfassungsschutzes enttarnt. Die Verfassungswidrigkeit der NPD war seitens der Antragsteller wesentlich mit Zitaten von V-Personen des Verfassungsschutzes begründet worden. Auch die Anwerbung von V-Personen in anderen Fällen geriet in die Kritik.
Die juristische Vertretung der NPD erfolgte unter anderem durch den Rechtsanwalt Horst Mahler. Der einstige Mitgründer der Rote Armee Fraktion argumentierte im Verfahren zum Teil auf der Basis eigener Erfahrungen mit dem V-Mann Peter Urbach, der in den späten 1960er-Jahren in der Studentenbewegung eingesetzt war.

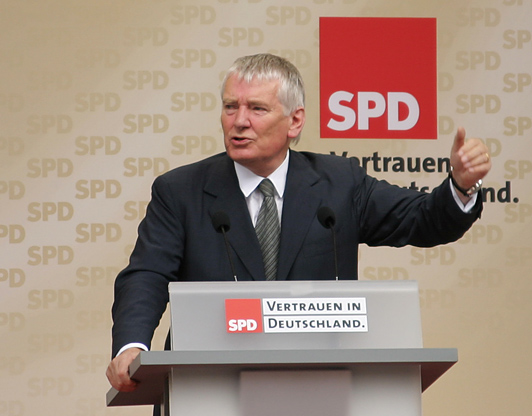
Ex-Bundesinnenminister Otto Schily

- Oktober 2002: Bei einem Erörterungstermin hatte das Bundesverfassungsgericht den Einfluss von verdeckten Ermittlern des Verfassungsschutzes zu klären. Die Antragsteller weigerten sich, dem Gericht die Namen von V-Personen zu nennen. Innenminister Otto Schily (SPD) erklärte, es habe keine Steuerung der NPD durch Mitarbeiter des Verfassungsschutzes gegeben.
- Am 18. März 2003 verkündete das Bundesverfassungsgericht, dass das Verbotsverfahren nicht weitergeführt werde.[6] Grundlage für die Entscheidung war der Erörterungstermin im Oktober. Eine entscheidende Sperrminorität von drei der entscheidenden sieben Verfassungsrichter des zuständigen zweiten Senats sah ein Verfahrenshindernis durch die V-Personen für gegeben. Begründet wurde dies mit der Gefahr der „fehlenden Staatsferne“ der Partei. Die anderen Richter wollten erst im Hauptverfahren klären, in welchem Umfang der Verfassungsschutz Einfluss auf das Erscheinungsbild der NPD genommen hatte. Aufgrund der bei Parteiverbotsverfahren erforderlichen qualifizierten Zweidrittelmehrheit genügten indes die drei Richter, um eine Einstellung des Verfahrens zu verfügen (s. hierzu § 15 Abs. 4 BVerfGG).[7]

## Zweites NPD-Verbotsverfahren
Aufgrund des offensiven und kämpferischen Auftretens der Partei wurde seit 2003 in Politikkreisen die Einreichung eines erneuten Verbotsantrages beim Bundesverfassungsgericht erneut vielfältig diskutiert.
Anfang Dezember 2012 sprachen sich die Innenminister der Länder bei einem Treffen in Rostock-Warnemünde einstimmig für ein neues Verbotsverfahren aus. Das Bundesverfassungsgericht wies den Antrag im Januar 2017 ab, weil die Partei inzwischen bedeutungslos geworden war.